# Psalm 150
Psalm 150 is de laatste psalm uit Psalmen in de Hebreeuwse Bijbel. De eerste woorden van deze psalm, "Looft God in Zijn Heiligdom", zijn in het Latijn tevens de titel: Laudate Dominum in sanctis eius. De auteur spoort aan tot het loven van God met muziek en dans.
De psalm maakt onderdeel uit van de liturgie binnen het jodendom, katholicisme, protestantisme en het anglicanisme. Het is een hymne, een lofzang, net als Psalm 148 en 149.

## Achtergrond
Net als de Psalmen 146 tot en met 149 vangt deze psalm aan met het woord Hallelujah (Hebreeuws: הַלְלוּיָהּ, "loof(t) JHWH") en sluit het ermee af. Naast deze overeenkomst van de laatste vijf psalmen met elkaar, heeft Psalm 150 (de laatste psalm van het boek Psalmen) zes verzen, net als Psalm 1. De laatste vijf psalmen van het boek eindigen tevens met een verheerlijking, een zogenoemde doxologie. Die doxologie is daarmee afsluiting van de psalm, maar kan ook opgevat worden als de afsluiting van het boek Psalmen.
De tien verschillende uitingsvormen van 'loven' in de psalm komen overeen met de tien sefirot in de Kabbalistische levensboom. 'Loven' (הלל) komt in totaal dertien keer terug, een getal dat correspondeert met de emanenties van genade uit Exodus 34:6-7. Het locatieve gebruik (הללו) komt twaalf keer voor, zo vaak als het aantal Rosj chodesj (maanden) in de joodse kalender.
Deze psalm haalt verschillende muzikale uitingen aan waarmee lofgeprezen kan worden: de sjofar (een type hoorn), bazuin, harp, lier, tamboerijn, luit, fluit, trommel, cimbaal, bekkens, orgel en dans. Hiermee wordt het gebruik geïllustreerd van alle menselijke mogelijkheden: handen, voeten, gehoor, adem, enzovoort.
In het laatste vers staat de frase kol ha-neshamah (כל הנשמה). Deze laat zich met zowel "Loof God" vertalen als met "Laat iedere adem God loven". De Midrasj legt dit uit als "Alles wat adem heeft, moge de Here loven".

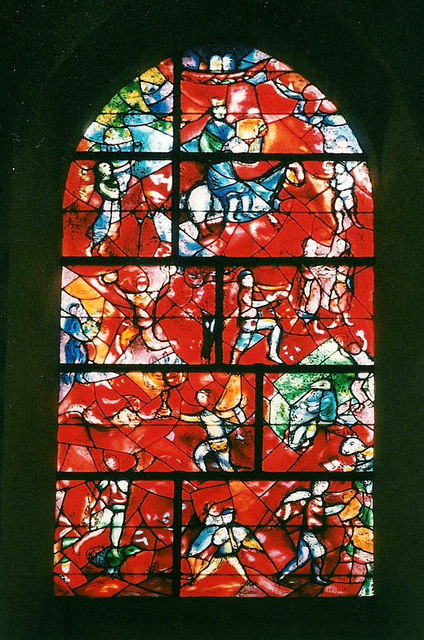
Raam in de Kathedraal van Chichester gebaseerd op psalm 150, (Chagall)

## Gebruik

### Jodendom
De Sefardim gebruiken Psalmen 146 tot en met 150 tijdens de Sjachariet (שַחֲרִית, ochtendgebed). Psalm 150:6 is het laatste vers van deze psalm en tevens van het boek Psalmen. Dat slot wordt symbolisch herhaald, zoals dat in de synagoge ook gebeurt met afsluitende verzen van een boek uit de joodse Wet. Dat is de Thora, waar Psalmen geen onderdeel van uitmaakt. Ook wordt Psalm 150 in zijn geheel gereciteerd tijden Rosj Hasjana.

### Katholicisme
De Rooms-Katholieke Kerk gebruikt Psalm 149 tot en met 150 als lofpsalm tijdens de Lauden.

### Protestantisme
Binnen protestantse kerken wordt Psalm 150 onder andere gezongen op een Geneefse melodie, zoals voor de Staatsberijming van 1773, de Nieuwe berijming uit 1967 en De Nieuwe Psalmberijming.

## Klassieke muziek
Met zijn focus op muziekinstrumenten, wordt Psalm 150 "de psalm van de muzikanten" genoemd. Het heeft vele componisten geïnspireerd tot muzikaliteit. Zo componeerde - bijvoorbeeld - Johann Sebastian Bach het motet Singet dem Herrn ein neues Lied (c. 1727), Robert Schumann Psalm 150 voor koor en orkest (1822) = RSW:Anh:I10 en Felix Mendelssohn Bartholdy in Lobgesang, Op. 52 (Alles, was Odem hat, lobe den Herrn). De tekst is ook opgenomen in de Psalmensymfonie van Igor Stravinsky en in Psalm 150 van Anton Bruckner.
1 · 2 · 3 · 4 · 5 · 6 · 7 · 8 · 9 · 10 · 11 · 12 · 13 · 14 · 15 · 16 · 17 · 18 · 19 · 20 · 21 · 22 · 23 · 24 · 25 · 26 · 27 · 28 · 29 · 30 · 31 · 32 · 33 · 34 · 35 · 36 · 37 · 38 · 39 · 40 · 41 · 42 · 43 · 44 · 45 · 46 · 47 · 48 · 49 · 50 · 51 · 52 · 53 · 54 · 55 · 56 · 57 · 58 · 59 · 60 · 61 · 62 · 63 · 64 · 65 · 66 · 67 · 68 · 69 · 70 · 71 · 72 · 73 · 74 · 75 · 76 · 77 · 78 · 79 · 80 · 81 · 82 · 83 · 84 · 85 · 86 · 87 · 88 · 89 · 90 · 91 · 92 · 93 · 94 · 95 · 96 · 97 · 98 · 99 · 100 · 101 · 102 · 103 · 104 · 105 · 106 · 107 · 108 · 109 · 110 · 111 · 112 · 113 · 114 · 115 · 116 · 117 · 118 · 119 · 120 · 121 · 122 · 123 · 124 · 125 · 126 · 127 · 128 · 129 · 130 · 131 · 132 · 133 · 134 · 135 · 136 · 137 · 138 · 139 · 140 · 141 · 142 · 143 · 144 · 145 · 146 · 147 · 148 · 149 · 150 · 151